# Ludlow (Shropshire)

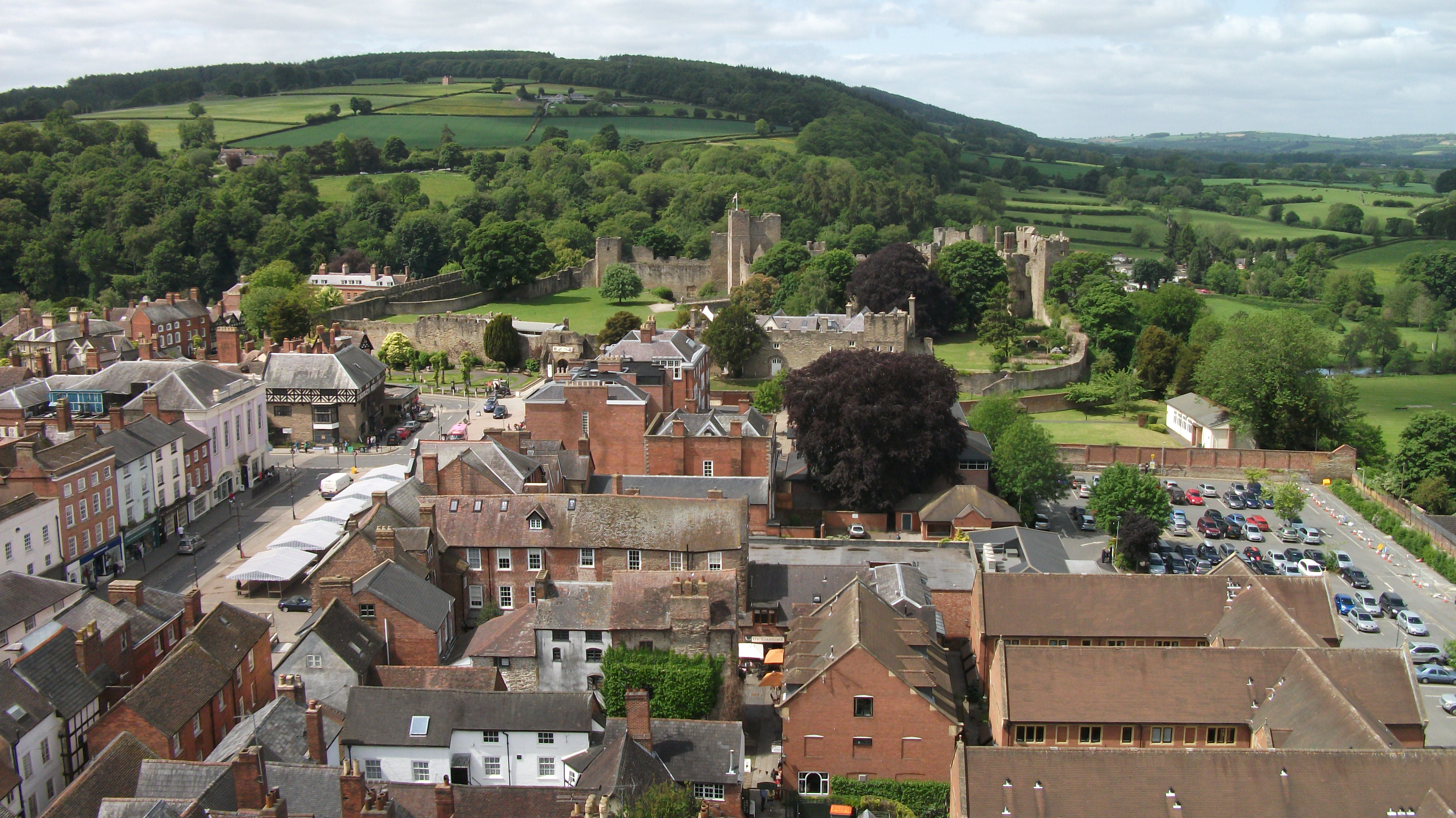
Una vista de la villa y su castillo, de la torre de la Iglesia de San Lorenzo.

Ludlow es una villa inglesa en el sur del condado de Shropshire, situado cerca de la frontera con Herefordshire. Está al lado de la carretera A49, a medio camino entre los dos capitales de Shrewsbury (Shropshire) y Hereford (Herefordshire). El río Teme y el río Corve corren en la villa. En el censo de 2001 Ludlow tuvo una población de 10.500.

## Historia
El nombre de Ludlow vino del idioma sajón Hlud-Hlaw. Hlud significó aguas ruidosas (el río Teme), y hlaw fue una colina (adonde hay el castillo). Por eso, Ludlow es «La Colina cerca de las Aguas Ruidosas».
En el centro de Ludlow hay más que 500 edificios protegidos, de la Edad Media hasta las reglas de los cuatro Reyes Jorge (siglos XVIII y XIX). El Castillo de Ludlow fue construido por Walter de Lacy, que llegó en Inglaterra con el ejército del rey Guillermo I de Inglaterra en 1066. Su familia tenía el castillo hasta el siglo XIII. Más tarde, el castillo fue propiedad de la corona: el rey Eduardo V de Inglaterra y su hermano Ricardo vivía en el castillo antes de sus muertes en la Torre de Londres en 1483. Arturo Tudor, el heredero del rey Enrique VII de Inglaterra, murió el 2 de abril de 1502 en el castillo, después de su boda a Catalina de Aragón . Su corazón es sepultado en la villa. La reina María I de Inglaterra pasó tres inviernos en el castillo cuando era joven.
El 26 de junio de 2006 un puente se llama Burway, encima del río Corve, fue destruido por una inundación que cortó una tubería de gas también.
Desde 1987 Ludlow está hermanada con La Ferté-Macé, una villa francesa en la región de Baja Normandía, y desde el abril de 1992 está hermanada con San Pietro in Cariano, un pueblo italiano en la región de Véneto.

## Lugares
Ludlow era la única villa en Gran Bretaña con tres restaurantes con estrellas de la guía Michelin, pero ahora tiene dos. Desde el mayo de 2006, Ludlow tiene una fábrica de cerveza que lleva su nombre.  La villa tiene un hipódromo.